# Богородская надкладезная часовня
Богородская надкладезная часовня — надкладезная часовня в жилом районе Инорс города Уфы. Составляет единый архитектурный комплекс с Богородско-Уфимским храмом исторического села Богородского.

## Описание
Кирпичный четверик, увенчанный горкой кокошников с главкой, с равновеликими притворами и полукруглым алтарём.

## История
По преданию с этим местом связано чудодейственное явление иконы Казанской Божией Матери (Богородско-Уфимская икона Божией Матери) в 1621—1622 годах, после которого на этом месте пробился целебный святой источник — Богородский родник. Над ним была возведена деревянная часовня. На месте деревянной часовни в 1901 году была построена каменная. Ежегодно, начиная с 1688 года (по другим сведениям, с 1707 года) и до начала 1930-х годов на место явления совершался крестный ход.
В 1944 году часовня была разрушена, в 1953 году был уничтожен и сам источник. Они были восстановлены только в 1993 году.
Традиция крестного хода на святой источник возобновилась с 1990-х годов. В настоящее время крестный ход совершается ежегодно 19 июля на праздник иконы Богородско-Уфимской Божией Матери и 19 января в день Крещения Господня, Богоявления.